# San Nicolás (Santa Bárbara)
San Nicolás é uma cidade hondurenha do departamento de Santa Bárbara.